# Decapodiformes
Decapodiformes zijn een superorde van inktvissen. Alle soorten hebben 10 armen. De naam is afgeleid van het Griekse woord voor tienvoetig.

## Kenmerken
De 10 armen omvatten acht korte armen en 2 lange tentakels. Men veronderstelt dat de voorouderlijke Coleoidea vijf identieke paren armen had waarbij de ene tak evolueerde in die met 2 lange grijparmen en de superorde Decapodiformes vormde. De andere tak zou een paar grijparmen verloren hebben en de Octopodiformes vormen.

## Taxonomie
De volgende taxa zijn bij de superorde ingedeeld:
- Familie Idiosepiidae Appellöf, 1898
- Superfamilie Bathyteuthoidea Vecchione, Young & Sweeney, 2004
- Orde Myopsida
- Orde Oegopsida d'Orbigny, 1845
- Orde Sepiida Zittel, 1895
- Orde Spirulida Stolley, 1919

### Nomen dubium
- Orde Teuthida (nomen dubium)